# Bilane
Le bilane est un tétrapyrrole ouvert, c'est-à-dire qui ne forme pas un macrocycle. La molécule est constituée de quatre unités pyrrole liées par trois ponts méthylène au niveau des atomes de carbone adjacents aux atomes d'azote. 
Les bilanes sont la classe de composés dérivés du bilane par substitution d'atomes d'hydrogène par divers groupes fonctionnels. Les bilanes naturels ont généralement des chaînes latérales sur les deux atomes de carbone des cycles pyrrole qui ne sont pas adjacents aux atomes d'azote. Les bilanes synthétiques peuvent également être substitués sur les atomes de carbone des ponts méthylène, ce qu'on appelle les positions méso.
Le bilane non substitué est difficile à préparer et n'est pas stable, mais ses dérivés substitués sont synthétisés par la plupart des êtres vivants comme intermédiaires métaboliques de la production de porphyrines. Des bilanes substitués peuvent également être des points de départ pour la synthèse de porphyrines artificielles,.